# Communauté de communes de la Terre de Peyre
La communauté de communes de la Terre de Peyre est une ancienne communauté de communes française, située dans le département de la Lozère et la région Occitanie.

## Historique
Elle est créée le 1er janvier 1997.
Le schéma départemental de coopération intercommunale, arrêté par le préfet de Lozère le 29 mars 2016, prévoit la fusion de la communauté de communes de la Terre de Peyre avec les communautés de communes de l'Aubrac lozérien et des Hautes Terres, ainsi que les communes d'Albaret-Sainte-Marie et des Monts-Verts à partir du 1er janvier 2017.
Le 1er janvier 2017, les communautés de communes de la Terre de Peyre, de l'Aubrac lozérien et des Hautes Terres fusionnent pour constituer la communauté de communes des Hautes Terres de l'Aubrac.

## Territoire communautaire

### Composition
Elle était composée des six communes suivantes  :
| Nom                     | Code Insee | Gentilé           | Superficie (km2) | Population (dernière pop. légale) | Densité (hab./km2) |
| ----------------------- | ---------- | ----------------- | ---------------- | --------------------------------- | ------------------ |
| Aumont-Aubrac (siège)   | 48009      | Aumonais          | 26,53            | 1 081 (2014)                      | 41                 |
| La Chaze-de-Peyre       | 48047      | Chaziens          | 19,33            | 314 (2014)                        | 16                 |
| Fau-de-Peyre            | 48060      | Faliens           | 26,72            | 189 (2014)                        | 7,1                |
| Javols                  | 48076      | Javolais          | 31,21            | 328 (2014)                        | 11                 |
| Sainte-Colombe-de-Peyre | 48142      | Sainte-Colombains | 21,90            | 190 (2014)                        | 8,7                |
| Saint-Sauveur-de-Peyre  | 48183      | Salvadorais       | 27,61            | 284 (2014)                        | 10                 |

### Démographie
| 2007  | 2011  | 2012  | 2013  |
| ----- | ----- | ----- | ----- |
| 2 334 | 2 385 | 2 392 | 2 390 |